# Макута

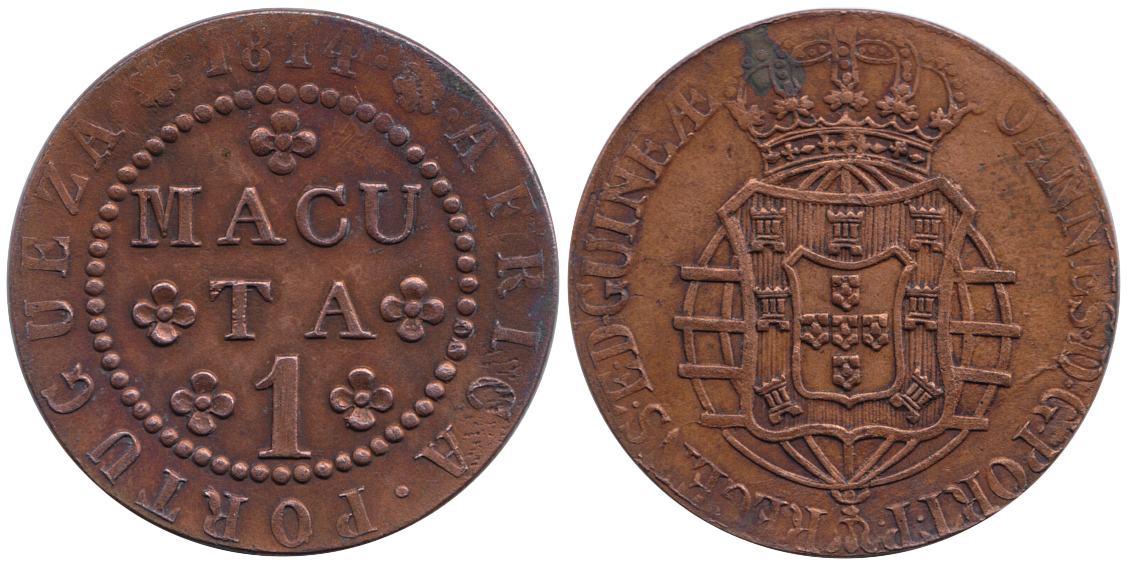
1 макута 1814 года, медь, Жуан VI.

Макута (порт. Macuta) — денежная единица португальской Анголы. Название происходит от хлопчатобумажной ткани, использовавшейся в качестве товаро-денег.
«Макутой» в некоторых источниках называется также разменная денежная единица Демократической Республики Конго и Республики Заир ликута (likuta, мн.ч. makuta).

## Ангольская макута
Чеканка монет для Анголы в макутах начата в 1762 году, 1 макута = 50 ангольским реалам.
При короле Жозе I (1750—1777) и королеве Марии I (1777—1816) чеканились: медные ¼, ½, 1 макута, серебряные 2, 4, 6, 8, 10, 12 макут.
В правление Жуана VI (1816—1826) чеканились медные ½, 1 и 2 макуты.
В правление Марии II (1828, 1834—1853) чеканились медные ½ макуты, а в 1837 году, путём надчеканки, был в два раза повышен номинал ранее выпущенных медных монет в ¼, ½, 1 и 2 макуты.
При короле Педру V (1853—1861) чеканились медные ½ и 1 макута.
После введения в 1914 году ангольского эскудо макута стала разменной денежной единицей, равной 1⁄20 эскудо или 5 сентаво. Выпускались монеты с указанием номинала в сентаво и макутах: «5 сентаво — 1 макута» — в 1927 году, «10 сентаво — 2 макуты» и «20 сентаво — 4 макуты» — в 1927—1928 годах.

## Ликута

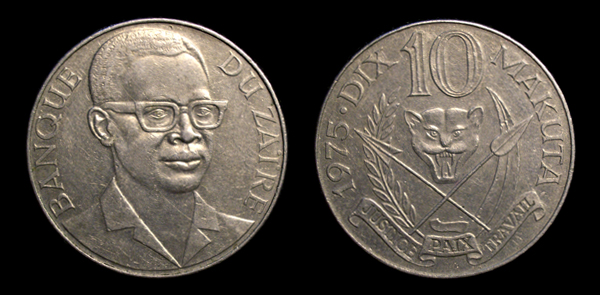
10 заирских макут 1975 года

В 1967 году в Демократической Республике Конго вместо конголезского франка была введена новая денежная единица — заир. Разменная денежная единица, равная 1⁄100 заира, была названа «ликута» (likuta), мн.ч. — «макуты» (makuta).
В связи с обесценением заира в 1993 году была проведена деноминация (3 000 000:1) и введён «новый заир», равный 100 «новым ликутам» (nouveau likuta, мн.ч. nouveaux makuta).